# Hellboy: Dogs of the Night
Hellboy: Dogs of the Night es un videojuego de 2000 desarrollado por Cryo Studios para Windows y PlayStation. Fue portado a la PlayStation como Hellboy: Asylum Seeker, desarrollado por Hoplite Research y lanzado en 2003. El juego está basado en la serie Dark Horse Comics' ciencia ficción cómic Hellboy, escrita y dibujada por Mike Mignola.

## Sinopsis
El juego tiene lugar en la Praga de los años 60, durante los primeros trabajos de Hellboy con la BPRD (Oficina de Investigación y Defensa Paranormal). Hellboy y Sara están investigando a su agente desaparecido, Peter, quien perdió contacto con su equipo en algún lugar de Checoslovaquia. Depende de Hellboy descubrir los acontecimientos que rodearon esa desaparición y arreglar las cosas.

## Jugabilidad
Hellboy: Dogs of the Night (también lanzado como Hellboy: Asylum Seeker) es un juego de acción en tercera persona en el que el jugador controla a Hellboy, el héroe de cómic e investigador paranormal de Mike Mignola.
La jugabilidad tiene similitudes con los juegos de Resident Evil, con diálogos y acertijos salpicados de peleas. El juego tiene gráficos totalmente en 3D que son estilísticamente bastante diferentes de los dibujos del cómic original.

## Recepción
La versión de Windows tiene una puntuación del 11.50% en GameRankings. Jason Babler de la revista oficial de PlayStation de EE. UU. (octubre de 2003) calificó el juego con un 0.5 sobre 5 y dijo: "Dios, ayúdame; no pensé que podría ser tan malo".